# Tadeusz Kantor
Pour les articles homonymes, voir Kantor (homonymie).

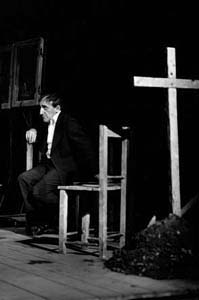
Tadeusz Kantor (photo Erling Mandelmann)

Tadeusz Kantor, né à Wielopole Skrzyńskie le 6 avril 1915, mort à Cracovie le 8 décembre 1990 , est un metteur en scène polonais, réalisateur de happenings, peintre, scénographe, écrivain, théoricien de l’art, acteur et professeur à l’Académie des beaux-arts de Cracovie.
Son attitude artistique s’inspire du constructivisme et du dadaïsme, de la peinture informelle et du surréalisme. Il a fait ses études à l’Académie des beaux-arts de Cracovie.

## Biographie
Tadeusz Kantor naît le 6 avril 1915 à Wielopole Skrzyńskie, un village de Galicie au sud de Ropczyce et Sędziszów Małopolski. Il étudie la peinture et la scénographie à l'École des Beaux Arts de Cracovie. Il commence sa carrière par du théâtre expérimental au sein du mouvement d'avant-garde le Groupe de Cracovie (pl), dont il fut cofondateur. Entre 1934 et 1939, la peintre Maria Jarema crée les costumes et les décors.
Pendant l'occupation hitlérienne, il fonde à Cracovie le Théâtre indépendant (Teatr Niezależny). En 1947, il séjourne à Paris où il se fait le relais de la vie culturelle française en Pologne.
Les plus grands triomphes de Tadeusz Kantor viendront avec la première de La Classe morte (Umarła klasa, 1975), un récit sur le fugitif et le permanent.
Il meurt brusquement le 8 décembre 1990 à Cracovie, après une séance de répétition. Il est enterré au cimetière Rakowicki.

## Œuvre

### Créations
L'œuvre plastique de Kantor est fortement influencée par la Pologne et son contexte politique. Les sujets récurrents en sont l'enfance (durant la guerre 1940-45), son village natal de Wielopole, la mort... Il aborde des thématiques comme le pouvoir et ses abus, la violence et la permanence des souvenirs.

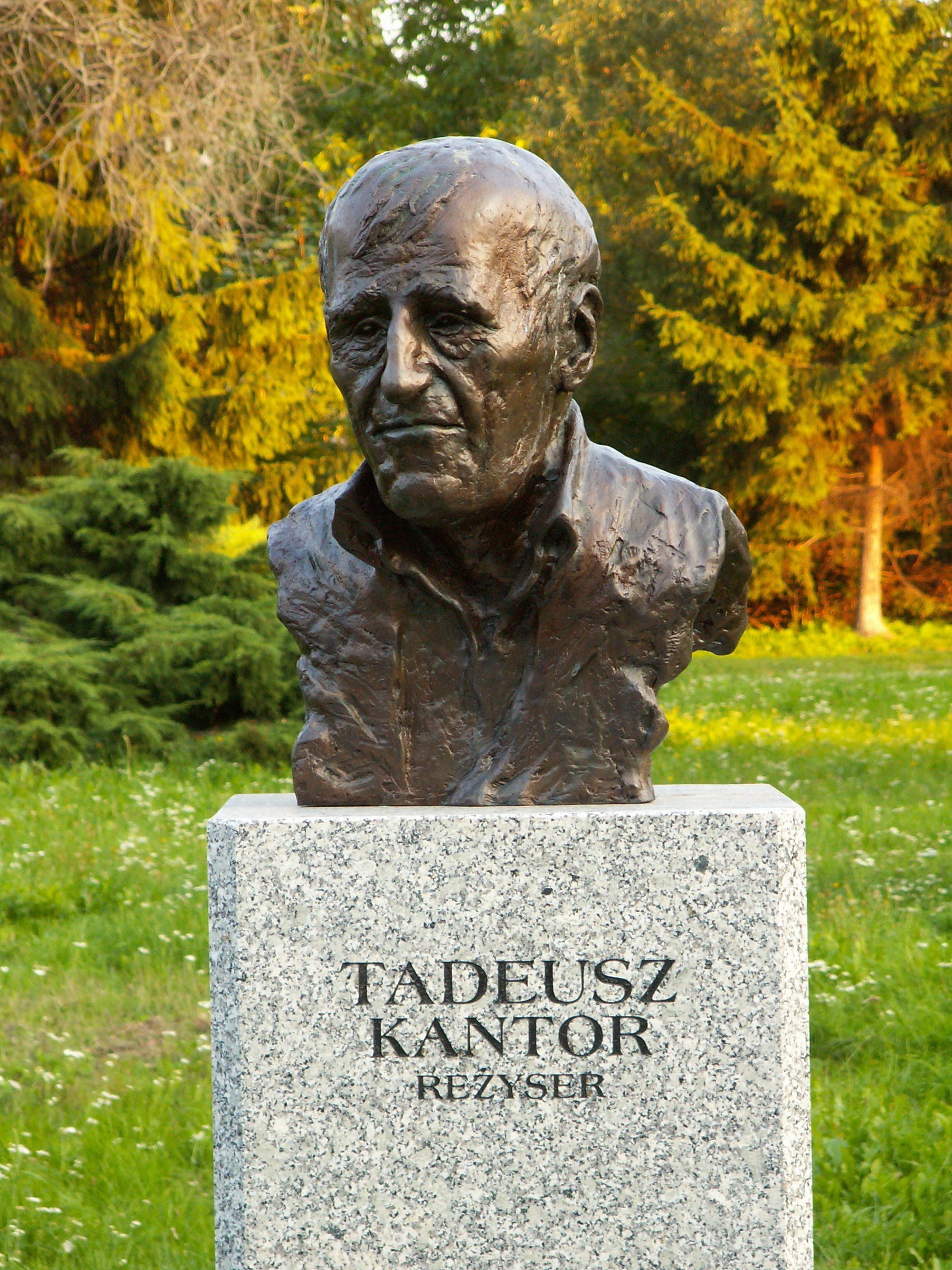
Buste de Tadeusz Kantor sur la Celebrity Alley, à Kielce (Pologne)

1965-1970  Il obtient une bourse Ford et se rend à New York, où il découvre le minimalisme, le pop art et le happening ; il écrit le Manifeste du Théâtre-Happening et réalise une série d'emballages (Le Grand Emballage) et de Happening (La leçon d'anatomie d'après Rembrandt) ; il monte La Poule d'eau de Witkiewicz (Witkacy).
1970  Il écrit le Manifeste 70 dans lequel il défend l'idée d'une œuvre quasiment impossible, sans valeurs, fondée uniquement sur l'acte créateur.
1971-1988  Il conçoit la mise en scène, la scénographie et les costumes des Cordonniers de Witkiewicz, présentée en français au Théâtre 71 à Malakoff en 1972. Il monte une série de spectacles : Les Mignons et les Guenons en 1973, spectacle présenté à Paris et à Nancy ; La Classe morte en 75, pièce qui consacre sa notoriété notamment au Festival mondial de théâtre de Nancy où elle est présentée au public français ; Où sont les neiges d'antan « cricotage » (happening du théâtre Cricot) réalisé à Rome en 1979 ; Wielopole-Wielopole, créé à Florence en 1980 ; Qu'ils crèvent les artistes ! ("Niech zdechną artyści") en 1985 (qu'il présente au festival d'Avignon la même année) et Je ne reviendrai jamais en 1988.
1990  Il crée le spectacle Ô douce nuit avec des comédiens français, dans le cadre du festival d'Avignon et de l'Académie expérimentale des théâtres de Michelle Kokosowski ; dirige les répétitions d'Aujourd'hui, c'est mon anniversaire à Toulouse et à Cracovie.

### Liste des mises en scène
- 1942: Balladyna
- 1944: Le retour d'Ulysse
- 1963: Le fou et la nonne
- 1967: La Poule d'eau
- 1972: Les Cordonniers
- 1974: La Classe morte (documentaire télévisé de 1977, par Andrzej Wajda)
- 1979: Où sont les neiges d'antan ?
- 1980: Wielopole Wielopole
- 1985: Qu'ils crèvent, les artistes
- 1988: Je ne reviendrai jamais
- 1990: Ô douce nuit
- 1990 Aujourd'hui, c'est mon anniversaire

### Écrits
- Ma création, mon voyage, éditions Plume, 1991 •  (ISBN 978-2-90803-424-0)
- Leçons de milan, Actes Sud, 1992 •  (ISBN 978-2-86943-249-9)
- Écrits 1 : Du théâtre clandestin au théâtre de la mort, 480 pages, Les Solitaires intempestifs, 2015 •  (ISBN 978-2-84681-449-2)
- Écrits 2 : De « Wielopole Wielopole » à la dernière répétition, 368 pages, Les Solitaires intempestifs, 2015 •  (ISBN 978-2-84681-450-8)
- Ma pauvre chambre de l'imagination (Kantor par lui-même), traduit du polonais par Marie-Thérèse Vido-Rzewuska, préface de Jean-Pierre Thibaudat, Collection : Du Désavantage du vent, 112 pages, Les Solitaires intempestifs, 2015 •  (ISBN 978-2-84681-445-4)

## Citations
« La liberté de l'art n'est un don ni de la Politique ni du pouvoir. Ce n'est pas des Mains du pouvoir que l'art obtient sa Liberté. La liberté existe en nous, nous devons lutter pour la liberté, seuls avec Nous-mêmes, dans notre plus intime intérieur, Dans la solitude et la souffrance. C'est la Matière la plus délicate de la sphère de l'esprit. » Tadeusz Kantor